# Монте-Романо
Монте-Романо (італ. Monte Romano) — муніципалітет в Італії, у регіоні Лаціо,  провінція Вітербо.
Монте-Романо розташоване на відстані близько 65 км на північний захід від Рима, 25 км на південний захід від Вітербо.
Населення — 2072 особи (2014).

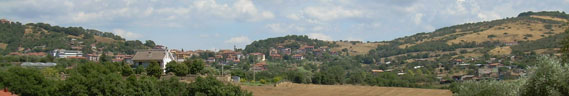

Щорічний фестиваль відбувається 14 травня. Покровитель — Santa Corona.

## Демографія
Населення за роками:

Станом на 1 січня 2023 року в муніципалітеті офіційно проживало 136 іноземців з 16 країн, серед них 99 громадян країн Євросоюзу та 3 громадяни України.

## Сусідні муніципалітети
- Блера
- Таркуїнія
- Тольфа
- Тусканія
- Ветралла
- Вітербо